# Kujangjaya
Kujangjaya is een bestuurslaag in het regentschap Lebak van de provincie Banten, Indonesië. Kujangjaya telt 2704 inwoners (volkstelling 2010).